# Moke (jezero)
Moke Lake je malé jezero poblíž předměstí Closeburn města Queenstown na novozélandském Jižním ostrově. Na východ od jezera se nachází hora Ben Lomond.
Jezero je rekreačním místem, obzvláště v létě. Možné aktivity zahrnují kemping, projížďky na člunu, jízda na koni a plavání. Maximální povolená rychlost pro lodě činí 5 km/h.
Jezero obepíná turistická trasa, která jezero také spojuje s jezerem Lake Dispute. Turistická trasa Moonlight Track zase spojuje jezero s předměstím Arthurs Point.
Přístup k jezeru je po prašné cestě, ze silnice spojující Queenstown a Glenorchy, vedoucí podél menšího jezera Lake Kirkpatrick.
Department of Conservation kemp a parkoviště je na vzdálenějším konci jezera.